# ウィリアム・ウォレス
サー・ウィリアム・ウォレス（英語: Sir William Wallace、1270年頃 - 1305年8月23日）は、スコットランドの愛国者、騎士、軍事指導者。
イングランド王エドワード1世の過酷なスコットランド支配に対して、スコットランド民衆の国民感情を高めて抵抗運動を行い、1297年のスターリング・ブリッジの戦いでイングランド軍に勝利をおさめた。この戦功でスコットランド守護官に任じられるも、1298年のフォルカークの戦いでイングランド軍に敗れたため、職を辞した。その後もエドワードの支配への抵抗運動を継続したが、1305年にイングランド軍に捕らえられ、大逆罪で有罪となり、残虐刑で処刑された。しかし彼の刑死によりスコットランドの国民感情は鼓舞され、ついにはエドワードのスコットランド支配を崩壊させるに至った。

## 生涯

### 出自・前半生など
ウォレスの前半生についてはほぼ不明だが、レンフルーシャーのエルダズリーの地主マルコム・ウォレスの子との伝承がある。しかし後述する「リューベック文書」の印璽から見られるウォレスの父親の名前は「アラン」である。
ウィリアム・ウォレスの伝承の多くは、15世紀後半の吟遊詩人ブラインド・ハリーの詩から拾い集められた物であり、その詩はウォレスの死後およそ200年後に書かれた物であるため、確証はできない物が多い。
「ウォレス」というのは「ウェルシュ」がなまったものだが、スコットランド歴史家ナイジェル・トランターは、これはウェールズ人であることを意味せず、北方ゲール系ケルト人でなく、南部キムルー・ストラスクライド系ケルト人だったことを意味していると主張している。

### 抵抗運動の始まり
記録に出てくるなかでは、1296年8月にパースで「William le Waleys」なる盗賊が現れたとあるが、これがウィリアムかどうかは確認されていない。
ウィリアム・ウォレスの名が歴史上に出てくる確かな年代は1297年5月で、ラナークのハイ・シェリフを務めるイングランド人ウィリアム・ヘッセルリグ(William Heselrig)を殺害した事件がそれである。この殺害について、ブラインド・ハリーが伝える伝承ではウォレスの愛人マリオン・ブレイドフュートがヘッセルリグの息子を振って殺され、その復讐とされるが、実際にはイングランド式の統治を推し進めていたヘッセルリグのアサイズ（巡回裁判）に反発したスコットランド人の一団がヘッセルリグの殺害を計画・実行し、この一団にウィリアムが関わっていたものと見られる。
ウォレスは、イングランドの過酷な統治に反発するスコットランド下級貴族・中間層・下層民の間で急速に支持を広げた。分散的だったスコットランド人の抵抗運動はウォレスの指導下にナショナルなゲリラ的抵抗の形をもって統一されていった。一方スコットランド大貴族は親イングランド的だったうえ、ウォレスを身分の低い者と軽蔑していたので、積極的な協力はしなかった。

### スターリング・ブリッジの戦い

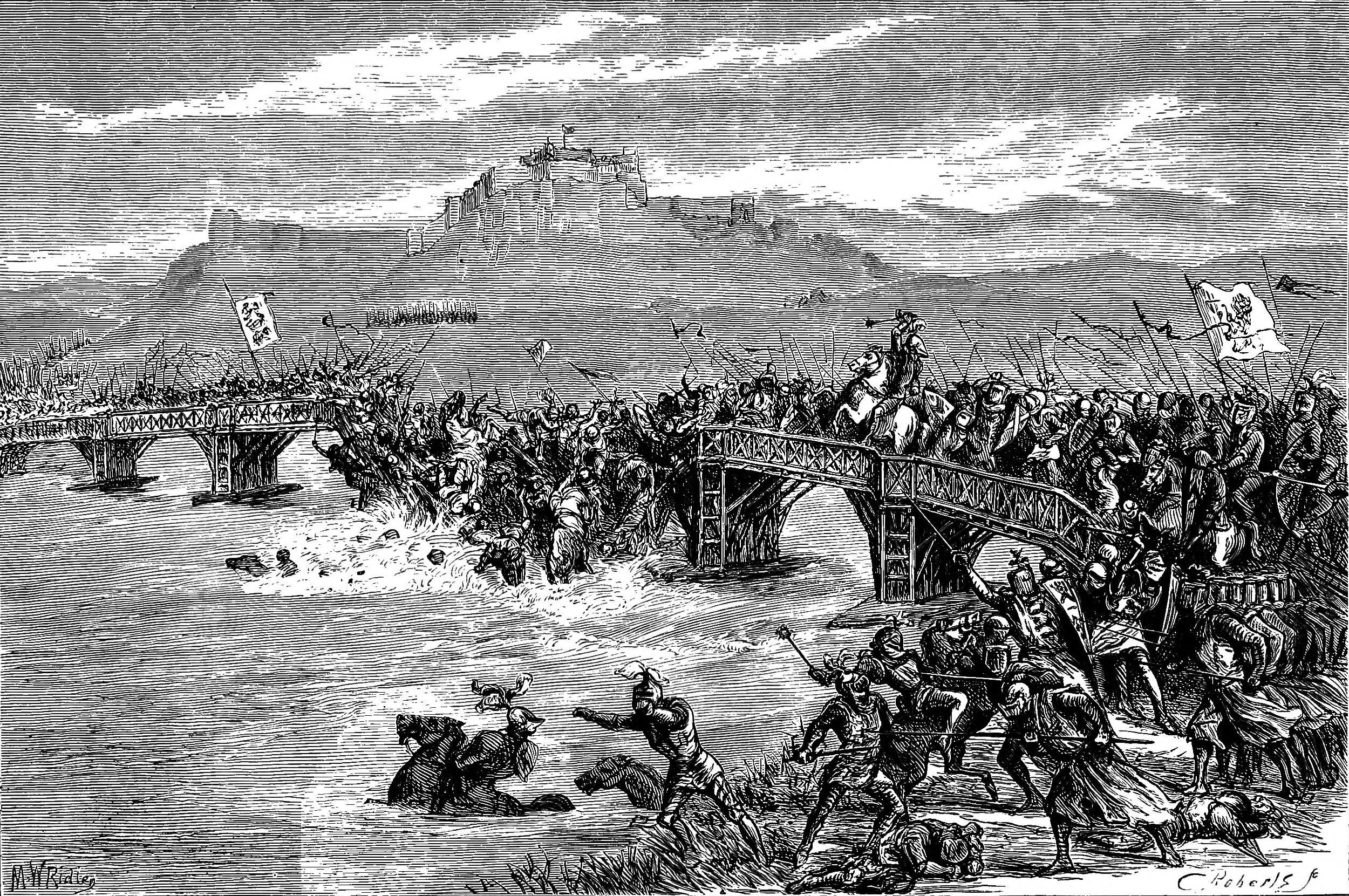
スターリング・ブリッジの戦いを描いた絵画

スコットランド北部で抵抗運動を行うアンドルー・モレーの軍と合流し、1297年9月11日にはスターリング・ブリッジにおいて、スコットランド総督でイングランド貴族の第6代サリー伯爵ジョン・ド・ワーレン率いるイングランド軍と戦った（スターリング・ブリッジの戦い）。
兵力はイングランド軍の方が優勢であり、またイングランド軍は騎兵隊やウェールズ弓隊を擁していた。しかしウォレスはフォース川の架橋地点とその先の湿地帯が一本道になっているという地の利を生かしてイングランド軍の騎兵隊の機動力を奪い、勝利を収めることに成功した。
イングランド王エドワード1世が前月8月からフランス出兵でイングランドを不在にしており、直接指揮をとっていなかったとはいえ、この勝利はスコットランド人の自信を大いに高めた。

### スコットランド守護官
スターリング・ブリッジの戦い後、セルカークにおける会議で、モレーとともにスコットランド守護官に任じられた。1296年にスコットランド王ジョン・ベイリャルがイングランド王エドワード1世に敗れて退位のうえイングランドに連行されて以来、スコットランドは王位が不在となっており、スコットランド王権はエドワード1世が接収していた。ウォレスのスコットランド守護官への就任はそれを認めず、ロンドン塔で幽閉されているジョン・ベイリャルを真のスコットランド王に見立てて、ジョン王のスコットランド王国を守護するという立場を示すものだった
またこれ以降ウォレスは「サー・ウィリアム・ウォレス」と呼ばれるようになっており、守護官に任じられると同時に勲爵位が与えられたと見られる。誰がウォレスに勲爵位を与えたかは判然としない。理論上では騎士であればだれでも別の騎士を任命することは可能だったが、イングランドの年代記には「逆賊がスコットランドの大伯爵の手で騎士に叙された」と記されている。この記述からナイジェル・トランターはキャリック伯爵ロバート・ブルース（後のスコットランド王ロバート1世）がウォレスに勲爵位を与えたと主張している。当時の12人のスコットランド伯爵の中で、ある者は未成年、ある者はイングランド側、ある者は闘争から遠く離れて生きていたなどの消去法によって出された結論である。ただ新たなる文書による裏付けができない限り、これも確定することはできない。
守護官となって実質的にスコットランドの国政を任されたウォレスはスコットランドのかつての交易・外交関係を取り戻すべく、ヨーロッパと接触を図ったと見られ、1297年10月にはドイツのリューベックとハンブルクに宛てて「リューベックとハンブルク、2つの町の商人は今やスコットランド王国の全ての地域に自由に出入りできる。その自由は、神の恩顧によって、戦争によって、イングランド人の権限から取り戻されたものである」という内容のラテン語の手紙をモレーとの共同署名で送っている。この文書は「リューベック文書(The Lübeck letter)」と呼ばれるが、第二次世界大戦末にソ連軍が東側へ持っていたために行方不明となり、大戦中のリューベック空襲で焼失したと考えられていたが、1970年代にソ連の文書館で発見され、1990年に交渉の結果リューベック市に返還された。この文書は印璽からウォレスの父親の名前は「アラン」だったと伝えている。
ウォレス軍は勢いに乗ってイングランド北部ノーサンバーランドやカンバーランドに進攻した。しかしモレーはスターリング・ブリッジの戦いで負傷していたため同道しなかった（彼は負傷が原因で1297年終わりごろに死去している）。
1298年3月29日付けでウォレスとスコットランド議会の名義でスコットランド軍世襲の旗手アレクサンダー・ル・スクリムジャーに書簡が送られているのが確認できる。

### フォルカークの戦い
ウォレスの破竹の勢いも長くは続かなかった。彼は貴族階級から軽蔑され続け、またベイリオル家の名のもとで戦ったため、ブルース家から支持を得られなかった。またフランスにいたエドワード1世は、ウォレス軍の勝利の報告を受けて、1298年1月に急遽フランス王フィリップ4世と講和し、イングランドに舞い戻ってきた。
エドワード1世は破壊的な報復を開始し、ウォレスはゲリラ戦でこれに抵抗したが、徐々に追い詰められていき、1298年7月22日にウォレス軍はエドワード1世率いるイングランド軍とフォルカークでの野戦を余儀なくされた（フォルカークの戦い）。ウォレス軍は数に勝るイングランド軍を相手によく奮戦したが、戦闘中、バデノッホ卿ジョン・カミン率いる主として貴族から成る騎兵隊が一戦も交えずにウォレスを見捨てて撤退したため、ウォレスは騎兵無しで戦うことになり、決戦に持ち込めないまま、撤退を余儀なくされた。

### フランスやローマで交渉
この戦いで多くの兵を失ったため、ウォレスは1298年7月にトーフィカンにおいて開いたスコットランド議会で、責任を取る形で「スコットランドの守護官」の職を辞した。完全にはウォレスを支持していなかった貴族たちに引きずり降ろされたのか、嫌気がさして辞めたのは不明である。ウォレスの退任後はブルースとジョン・コミンが同職に就任した。
この後の1298年から1303年にかけてのウォレスの動向はよく分かっていないが、フランスやローマを訪問してエドワード1世への抵抗運動の援助を求める交渉にあたったことはいくつかの資料から判明している。ローマへはセント・アンドリューズ司教ウィリアム・ド・ランバートンと共に行き、ローマ教皇ボニファティウス8世はランバートンの訴えを聞いて、1299年にイングランド軍のスコットランド侵攻を批判し「スコットランドはローマ教皇の権威の支配下にある」「スコットランドとイングランド間のいかなる論争も、ローマ教皇自身によってしか修正されることはない」とする宣言を出すとともに、エドワード1世にジョン・ベイリャルの釈放とその身柄をローマ教皇の権威に引き渡すことを命じた。フランス王フィリップ4世からは金銭的な手当てといくつかの称号と地所を与えられたというが、ウォレスの愛国心は強く、1303年にはスコットランドへ帰国した。
一方フォルカークの戦いに勝利したエドワード1世は、1300年からスコットランド侵攻を繰り返し、とうとう1303年5月に制圧に成功した。

### 捕縛・処刑

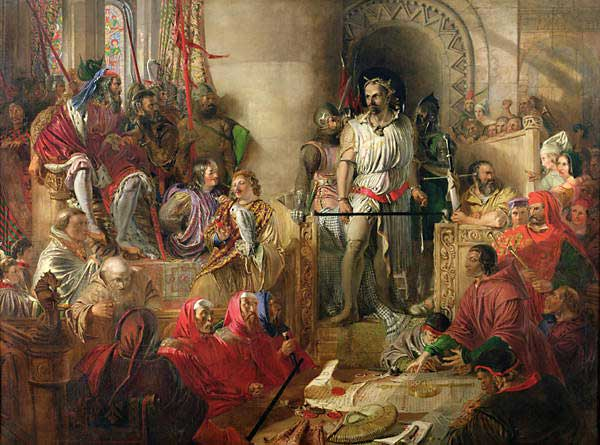
大逆罪によりウェストミンスター・ホールの法廷で裁判にかけられるウォレスを描いた絵画（ダニエル・マクリース画）

ウォレスはスコットランドに帰国したが、エドワード1世から執拗な追撃を受けた。エドワード1世は「大逆者」ウォレスを捕らえようと血眼になり、賄賂と脅迫によってウォレスの部下たちにウォレスに対する裏切りを仕向けた。
1305年8月5日、ウォレスはかつての部下だったダンバートン総督ジョン・ド・メンティスの裏切りにあってイングランドに引き渡された。
その後17日間かけてカーライル城を経てロンドンへ移送された。その道中の様々な町や村で市中引き回しにされた。エドワード1世の勝利を印象付けようという狙いだった。
8月22日にロンドンへ到着したウォレスは、ロンドン塔へ送られる予定だったが、ウォレス捕縛を一目見ようと雑多な群衆が集まってきてロンドン塔までの道が塞がれたため、フェンチャーチ通りにある市参事会員の館に預けられ、そこで一晩監禁された。
翌日、ウェストミンスター宮殿のウェストミンスター・ホールへ連行され、そこに召集された法廷の裁判にかけられた。審理中、月桂樹の王冠を被らされて嬲り者にされた。裁判官のサー・ピーター・マロリー（Sir Peter Mallorie）によりエドワード1世への大逆罪を問われたが、裁判でウォレスは「自分はイングランド王に忠誠を誓ったことはなく、彼の臣民ではないので大逆罪など犯していない」と主張した。
しかし有罪判決が下り、判決後には2頭の馬の尻尾に結わえられ、平民用処刑地のあるスミスフィールドまでの8キロメートルの道を引きずられた。引きずられながら石やゴミを投げつけられた。処刑場到着後、首吊り・内臓抉り・四つ裂きの刑という残虐刑で処刑された。遺体の首はロンドン橋に串刺しとなり、4つに引き裂かれた胴体はイングランドとスコットランドの4箇所（ニューカッスル、ベリック、パース、アバディーン）で晒し物とされた。
エドワード1世としてはウォレスに残虐刑を科すことでスコットランドの抵抗運動を恐怖で抑えつけようという意図であったが、それは成功しなかった。逆にスコットランド国民感情を鼓舞する結果となり、幾月もたたぬうちにエドワード1世のスコットランド支配は崩れ去ることになる。

## 人物・評価
当時スコットランドに国民や国家のような概念がほとんどない中で、スコットランド人を愛国精神で立ち上がらせることに成功した人物である点が特筆される。
これについてナイジェル・トランターはウォレスを「スコットランド愛国精神の発明者」と評価している。一方ジョージ・トレヴェリアンは、明確に発露したり自覚したりすることこそなかったものの、当時スコットランド国民にはすでに国民的感情や民主的感情があり、ウォレスは行動に移すことを呼びかけた人物であると評価している。
ビュート侯爵は「サー・ウィリアム・ウォレスは少なくとも3か国語を読み書きできた。自国語、ラテン語、フランス語である。さらにゲール語も少し知っていたように窺える。古代の歴史、同時代の歴史、同時代の共通の単純な数学や科学にも造詣があった。『教会』に対して不朽の崇拝の念を綿々と抱き、生涯にわたって『詩篇』を手沢本として愛した。サー・ウィリアム・ウォレスの願いに応じて、暗くなってゆく目の前で、司祭が『詩篇』の頁を開けたまま持ち、それは死を迎えるまで続いた」と記している。
15世紀の吟遊詩人ブラインド・ハリーは「平和の時には、サー・ウィリアム・ウォレスは乙女のごとく柔和であった。戦争が近づくと正しい暴慢漢だった。スコットランド人に大きな信用を与えてくれた。名高い敵は、サー・ウィリアム・ウォレスを瞞着することはできなかった」と記している。
スコットランドでは現在に至るまで英雄として崇拝されている。「スコットランドのオリヴァー・クロムウェル」とも渾名されている。
- スコットランド・エディンバラ城のウォレス像
- スコットランド・ドライボロ（英語版）に立つウォレス像
- スコットランド・エアに立つウォレス・タワー
- スコットランド・アビー・クレイグ（英語版）に立つナショナル・ウォレス・モニュメント
- スコットランド・エルダスリー（英語版）に立つウォレス・モニュメント
- アメリカ・ボルチモア・ドルイド・ヒル・パーク（英語版）に立つウォレス像

## その他
1995年公開のアメリカ映画『ブレイブハート』で主人公として描かれた。映画ではメル・ギブソンが演じている。
スコットランドの作曲家ウィリアム・ウォレスはウィリアム・ウォレスの没後600年となる1905年に交響詩「ウィリアム・ウォレス（William Wallace）」を作曲した．
ウォレスが捕らえられた際にダンバートン城に残されたとされるウォレスの剣が、スターリングに近いナショナル・ウォレス・モニュメントで展示されている。刀身1.7メートルにも及ぶ巨大な剣である。